# 대한민국 민법 제14조
대한민국 민법 제14조는 한정후견종료의 심판에 대한 민법 총칙상 조문이다. 2011년 3월 7일에 전문개정되었고 2021년 1월 26일에 일부개정되어 2021년 1월 26일에 법률 제17905호로 시행되었다.

## 조문
제14조(한정후견종료의 심판) 한정후견개시의 원인이 소멸된 경우에는 가정법원은 본인, 배우자, 4촌 이내의 친족, 한정후견인, 한정후견감독인, 검사 또는 지방자치단체의 장의 청구에 의하여 한정후견종료의 심판을 한다.

## 참고 문헌
- 오현수, 일본민법, 진원사, 2014. ISBN 9788963463452
- 오세경, 대법전, 법전출판사 , 2014 ISBN 9788926210277
- 이준현 , LOGOS 민법 조문판례집, 미래가치, 2015. ISBN 9791155020869
- 황태윤, 민법 제1조와 不文民法의 法源性, 전북대학교 동북아법연구 제6권 제2호 (2012년 9월) pp.143-164.
- 김경제, 관습법에 대한 오해, 민법 제1조의 헌법 합치적 해석, 세계헌법연구 18권 3호 시작쪽수 1p, 전체쪽수 27p, 2012년.